# Elizabeth Blount
Elizabeth Blount (Kinlet, Shropshire, 1502 - 1540), también conocida como "Bessie", era hija de Sir John Blount y Catherine Pershall. Sirvió como dama de compañía de la reina de Inglaterra, Catalina de Aragón y Ana de Cleves. 

## Matrimonios y descendencia

### Hijo del ReyEnrique VIII

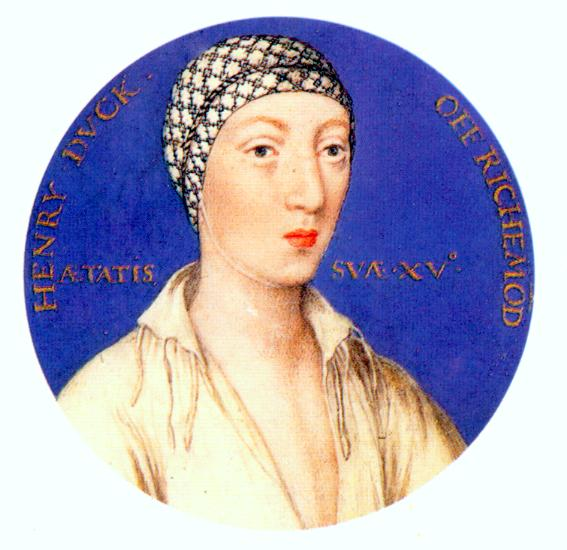
Henry Fitzroy (1519-1536), duque de Richmond y Somerset.

Mientras  desarrollaba su función como dama de compañía de Catalina de Aragón, el rey Enrique VIII la tomó como amante en 1517 aproximadamente. 
De esta relación, duradera comparada con otras, nació Henry Fitzroy, duque de Richmond y Somerset el 15 de junio de 1519. 
El niño le trajo felicidad al rey ya que no tenía ningún heredero varón legítimo por lo cual lo reconoció y le dio los títulos (duque de Richmond y Somerset) que el niño llevó hasta su muerte por tuberculosis el 18 de junio de 1536, a los 17 años.

### Primer matrimonio
Elizabeth se casó en 1522 con Gilbert Tailboys, I barón de Tailboys de Kyme, un matrimonio arreglado para quitarla de la escena real. Con él tuvo tres hijos: Robert, Georges y Elizabeth.

### Segundo matrimonio
Tras la muerte de Tailboys, Elizabeth se casa nuevamente, esta vez con Edward Fiennes Clinton, primer conde de Lincoln y noveno barón de Clinton. Estuvieron casados entre 1533 y 1535 y tuvieron tres hijas.

## Muerte
Durante el matrimonio de Enrique VIII con Ana de Clèves, se desempeña como dama de honor de ella. Debido a problemas de salud vuelve a los territorios de su marido donde muere poco tiempo después de tuberculosis.